# Miomantis paykullii
Miomantis paykullii is een insect uit de orde bidsprinkhanen (Mantodea) en behoort tot het geslacht Miomantis.
De bidsprinkhaan wordt 3,5 tot 4 centimeter lang en komt voor in Burkina Faso, Egypte, Ghana, Ivoorkust, Kameroen, Kenia, Mauritanië, Mozambique, Niger, Oeganda, Senegal, Togo, Tsjaad en Zimbabwe.